# Karim Laghouag
Karim Florent Laghouag (Roubaix, 4 agosto 1975) è un cavaliere francese.

## Palmarès
- Giochi olimpici

Rio de Janeiro 2016: oro nel concorso completo a squadre.
- Europei

Malmö 2013: bronzo nel concorso completo a squadre.
Blair Castle 2015: bronzo nel concorso completo a squadre.